# Frédéric Sauvage

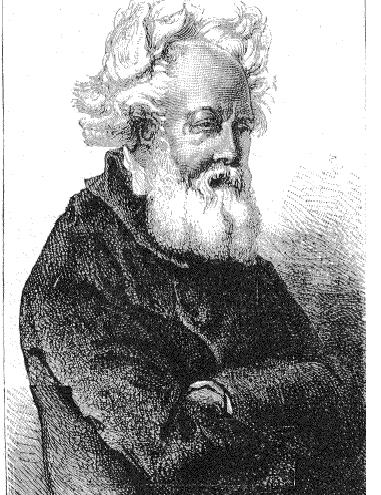
Frédéric Sauvage

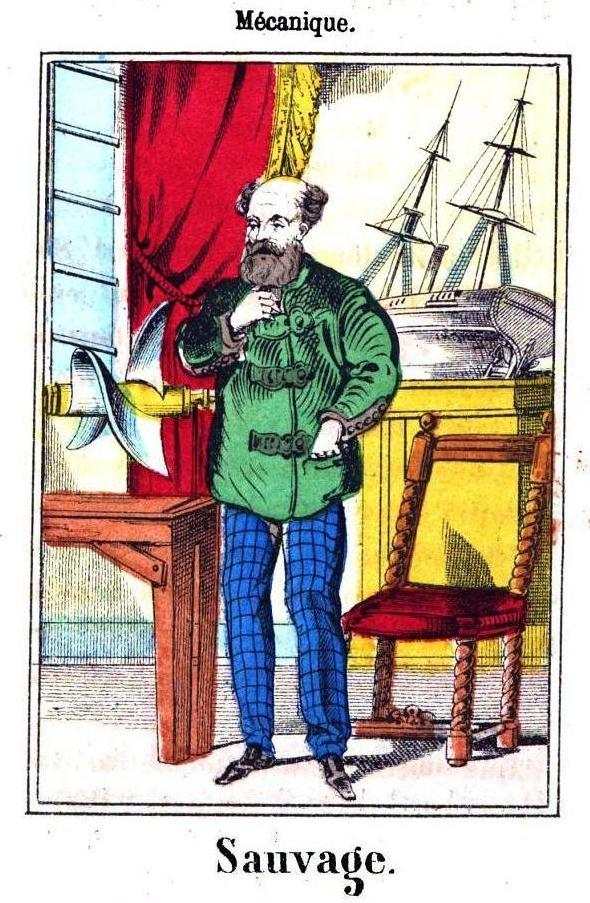
Album des Hommes utiles de l'Imagerie Pellerin.

Frédéric Sauvage (* 20. September 1786 in Boulogne-sur-Mer; † 17. Juli 1857 in Paris) war ein französischer Ingenieur und Erfinder. Er erfand ein Physionometer, einen Reduktor-Pantografen, einen hydraulischen Blasebalg und ist einer der Erfinder des Schiffschraubenantriebs.

## Leben
Pierre Louis Frédéric Sauvage wuchs in der Hafenstadt Boulogne-sur-Mer am Ärmelkanal in einer Schiffbauerfamilie auf. Er hatte sechs Geschwister. Seinen Berufseinstieg machte er bei der Hafenverwaltung bis 1811. Anschließend heiratete er und übernahm von seinem Vater dessen Schiffsbaubetrieb. Zunehmender Druck durch preisgünstigere Konkurrenten führte dazu, dass er 10 Jahre später diese Tätigkeit aufgab. Ab 1821 betrieb er einen Marmorsteinbruch in der Gemeinde Ferques und erfand dort bessere Maschinen zum Zersägen und Polieren des Marmors. Als Attraktion für die Besucher des Steinbruchs erfand er ein Physionometer, womit man die Kopf- und Gesichtsdimensionen vermessen und die Herstellung einer Büste vorbereiten konnte. Obschon er mit diesem Steinbruch Erfolg hatte und gut verdiente, wandte er sich erneut der Schifffahrt zu. In dieser Zeit wurden durch die Regierung viele neue Dampfschiffe mit Schaufelradantrieb in Auftrag gegeben. Sauvage suchte nach Alternativen für den Antrieb. Er ließ sich durch die Fortbewegung von Fischen und deren Schwanzbewegung inspirieren. An kleinen Modellen machte er Versuche. Er modifizierte kleine Radantriebe und brachte sie am Ende des Schiffsmodells an. Räder mit helixförmig angeordneten Flügeln eigneten sich am besten. Daraufhin meldete er 28. Mai 1832 ein entsprechendes französisches Patent an. Eine Demonstration eines Bootes mit seinem neuen schraubenförmigen Antrieb im Ourcq-Kanal vor einer Expertenkommission nahe Paris führte zu einer zwiespältigen Einschätzung. Man bezweifelte, dass sich das Prinzip für große Dampfschiffe eignen würde. Sauvage zog sich in seinen Heimathafen nach Boulogne-sur-Mer zurück und versuchte dort ein Schiff auszurüsten. Er geriet dadurch in finanzielle Schwierigkeiten und kehrte 1834 nach Paris zurück. Dort entwickelte er, basierend auf seinem bereits erprobten Physionometer, eine Mechanik, um direkt Büsten herstellen zu können, indem die aufgenommenen Masse auf eine Büste übertragen werden, den sogenannten Physionotype réducteur. Er schloss sich 1844 mit Achille Collas zusammen, um die Reproduktionsmethode Procédé Sauvage mit ihm weiterzuentwickeln und anzuwenden.
Hoffnung kam auf, als Sauvage 1841 einen Vertrag mit dem renommierten Schiffsbauer Augustin Normand aus Le Havre und dem Engländer Barnes für den Bau eines Dampfschiffes mit dem von Sauvage patentierten Antrieb abschloss. Der französische Staat macht dafür eine Bestellung. Das Schiff unter dem 'Namen Napoleon wurde gebaut, war Ende 1842 betriebsbereit und wurde im Postverkehr eingesetzt. Weil Sauvage eine unvorteilhafte Lizenz erteilt und der Schiffsbauer seine Konstruktion des Antriebs modifiziert hatte, ging er weitgehend leer aus.
Die Gläubiger von Sauvage brachten ihn wegen seiner Schulden 1943 ins Gefängnis. Dort wurde er zwar nach Einsprachen wieder entlassen. Seine Enttäuschungen schadeten seiner Gesundheit derart, dass er 1854 in eine Irrenanstalt eintreten musste, wo er 1857 starb.

## Kontroverse
Ideen für einen Propellerantrieb gab es schon sehr früh. So soll bereits Leonardo da Vinci Propeller gezeichnet haben, welche sich in die Luft erheben konnten. Spätere ähnliche Ideen und Erfindungen auch für Schiffsantriebe folgten, etwa von Robert Fulton (1798), Charles Dallery (1803), Delisle (1823), im deutschsprachigen Raum Josef Ressel (1825, mit Patent in 1827), Frédéric Sauvage (1832), John Ericsson (1836) und Francis Pettit Smith (1836). Zumindest in Frankreich war man der Auffassung, dass die meisten der vor Sauvage gemachten Erfindungen nicht in der Praxis erprobt worden seien.
Die erste praktische Anwendung in einem europäischen Dampfschiff erfolgte durch Francis Pettit Smith 1838 in England. Das Dampfschiff Archimedes überzeugte im Mai 1839 durch die Leistungsfähigkeit des Propellerantriebs. Sauvage behauptete, dass seine Erfindung von den Engländern widerrechtlich verwendet worden sei.

## Ehrungen

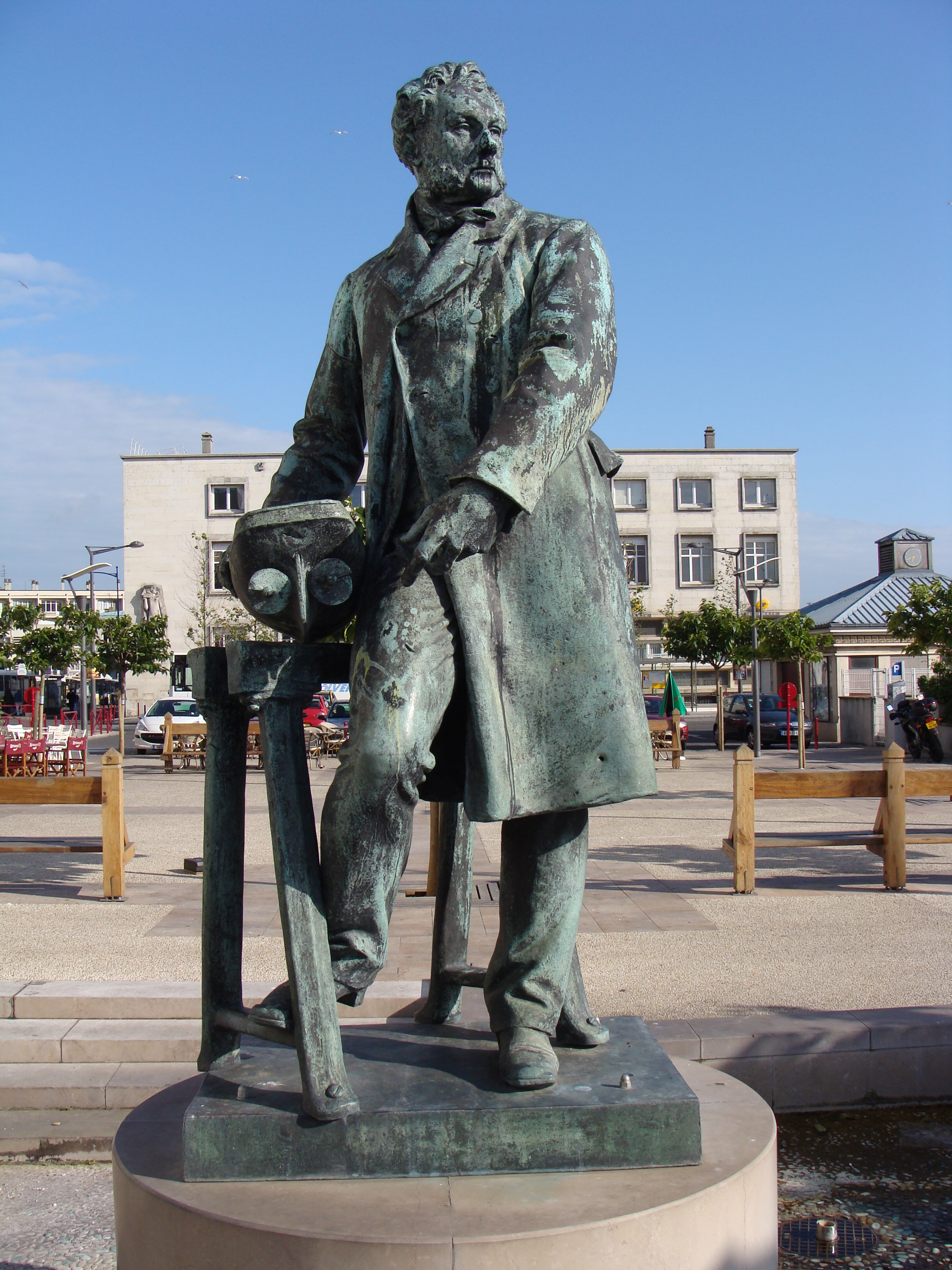
Statue von Frédéric Sauvage in Boulogne-sur-Mer

- In Boulogne-sur-Mer wurde 1881 eine Statue von ihm auf einem Platz benannt nach ihm errichtet.
- In Frankreich sind 17 Straßen nach F. Sauvage benannt worden
- Eintrag seines Namens als Gelehrter am Eiffelturm in Paris
- Der ebenfalls in Boulogne-sur-Mer geborene Organist und Komponist Alexandre Guilmant widmete ihm posthum 1881 eine Kantate mit dem Titel „Cantate en l'honneur de Frédéric Sauvage op.54“[5]